# オフィス野沢
株式会社オフィス野沢（オフィスのざわ）は、かつて存在した日本の芸能事務所。主に声優のマネージメントを行っていた。

## 概要
2006年4月1日、声優の野沢雅子とそのチーフマネージャーであった吉田理保子が81プロデュースから独立して設立。
野沢が主宰を務める劇団ムーンライトに所属している役者もマネジメント部の旧ムーンライト企画所属者を中心に所属していた。
2012年4月30日に廃業、それに伴い所属声優は3月31日をもって退所し、代表の野沢雅子は青二プロダクション、千葉千恵巳は賢プロダクション（後に退社）、加藤有生子、笹本優子、吉田小百合など大半の所属声優とスタッフはメディアフォースに移籍することを発表。

## かつて所属していた声優

### 男性
| あ行 - 石川和之（現所属：アミュレート） - 大内貴弘（現所属：劇団ムーンライト） - 大友直人（フリー） - 鬼塚真吾（フリー） - 大脇敦洋（現所属：吉本興業） か行 - 加藤清司（現所属：アミュレート） - 小林直樹 さ行 - 阪田智靖（現所属：放映新社） - 佐藤友啓（現所属：アミュレート） - 柴田創一郎（現所属：マリエ・エンタープライズ） - 清水一貴 - 鈴木雅之 | た行 - 高橋祐斗 な行 - 仁古泰 は行 - 細川祥央（現所属：アミュレート） | ま行 - 三浦博和（フリー） - 宮下道央 や行 - 矢口雄（現所属：アミュレート） - 谷内健（現所属：アミュレート） - 山川敦也 わ行 - 涌井直輝（現所属：ワルキューレ） |

### 女性
| あ行 - 有賀由樹子（現所属：プロダクション・エース） - 石村恵美 - 岩元里夏（現所属：劇団ムーンライト） - 江原詩織 - 小田真由美（現所属：アミュレート） か行 - 加藤有生子（フリー） - 川島やよい - 国吉美奈子（現所属：アミュレート） | さ行 - 笹本優子（現所属：アプトプロ） - 寒川ほのか - 須賀晴海 た行 - 髙田奈央美 - 多田このみ（現所属：アミュレート） - 千葉千恵巳（現所属：オフィス海風） な行 - 新谷恵 - 野沢雅子（現所属：青二プロダクション） - 野瀬碧里（現所属：アミュレート） | は行 - 番場仁美 - 藤井麻衣（フリー） ま行 - 松村宏美 - 松本アイコ（在籍中に死去） - 三井好美（現所属：アミュレート） - 宮本茉奈 や行 - 吉田小百合（現所属：アミュレート） わ行 - 和田みちる |